# (463877) 2014 UD48
(463877) 2014 UD48 es un asteroide perteneciente al cinturón de asteroides, descubierto el 18 de noviembre de 2009 por el equipo Spacewatch desde el Observatorio Nacional de Kitt Peak (Arizona, Estados Unidos).